# チップス・アンド・テクノロジーズ
チップス・アンド・テクノロジーズ（英: Chips and Technologies、C&T）はアメリカ合衆国の半導体企業。
1984年、カリフォルニア州ミルピタスでダド・バナタオと Gordon A. Campbellによって創業。初期のファブレス半導体企業として知られる。
楽器用半導体を製造していたヤマハの製造ラインで作られた最初の製品は、リバースエンジニアリングによって設計されたEGA IBM互換グラフィックスチップだった。その後、PCマザーボード用チップセットやグラフィックコントローラなどを開発し、1986年10月にはNASDAQに株式を公開。1997年、インテルはC&Tのグラフィックスチップ事業を獲得するため、同社を買収した

## x86 製品

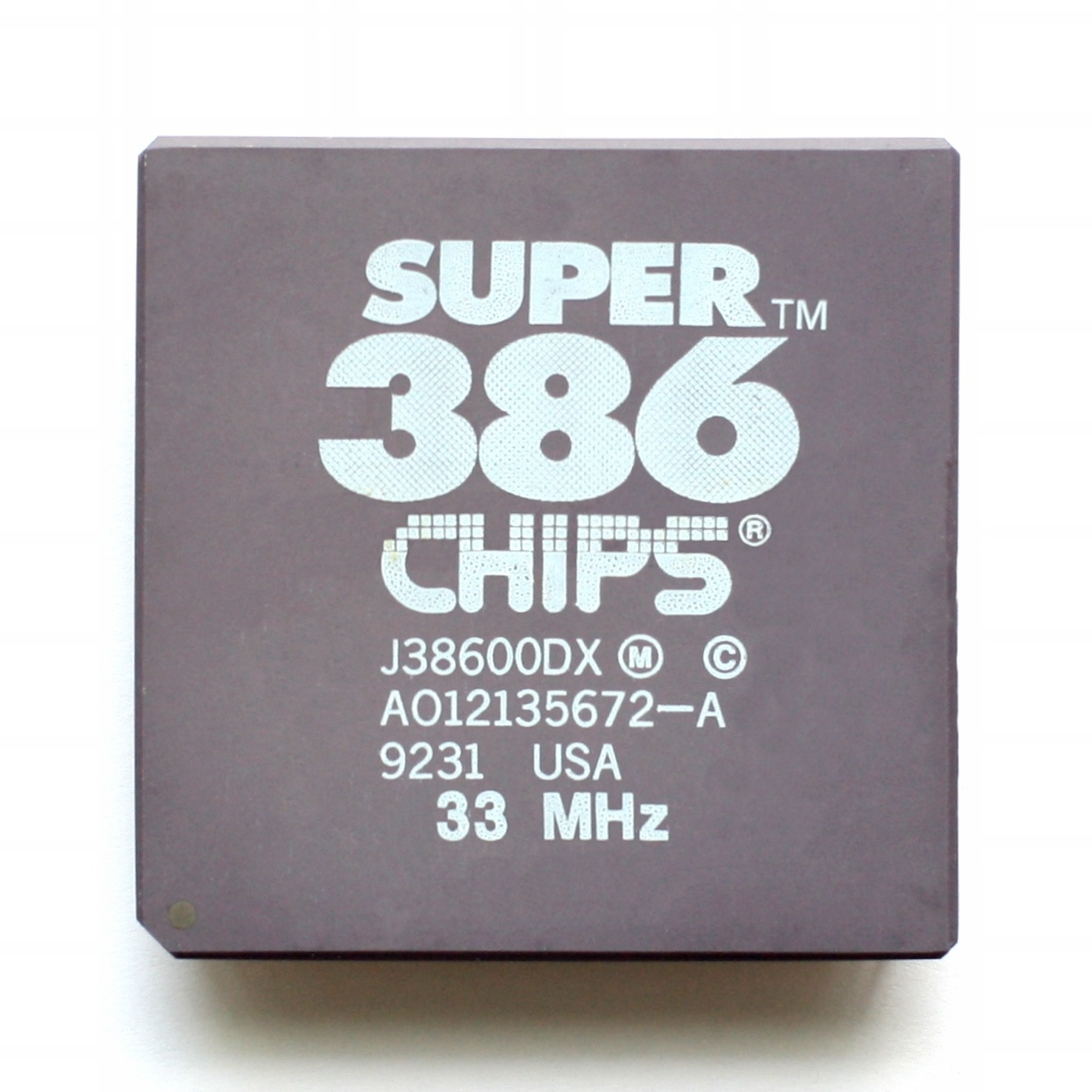
x86-CPU Super386

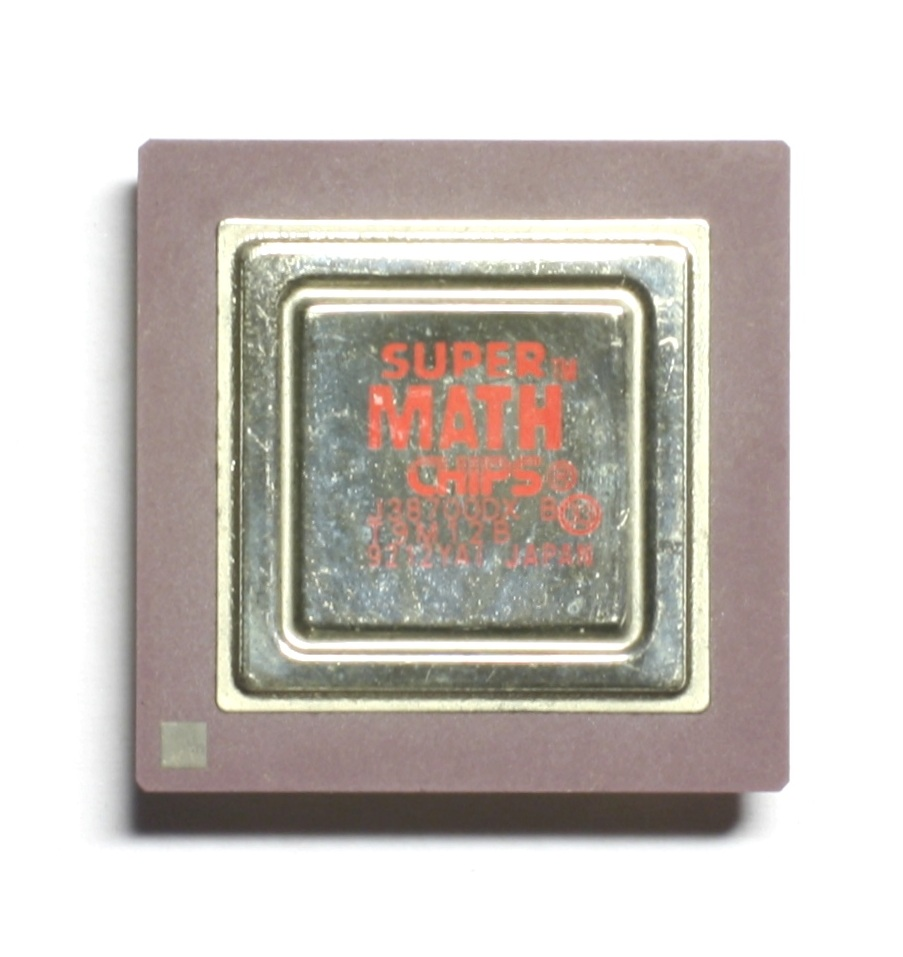
C&T SuperMath J38700DX

C&T SuperMath J38700DX は、80387DX互換のFPUコプロセッサだった。
C&T は他にも386互換のマイクロプロセッサ Super386 38600DX/38600SX をクリーンルーム設計で開発したが、インテル、AMD、サイリックスなどが開発した同等CPUとの競争では成功したとは言えない。C&T 38605DX は512バイトのキャッシュを備えていたが、144ピンのPGAパッケージであり、386のソケットとは非互換だった。

## ビデオチップ

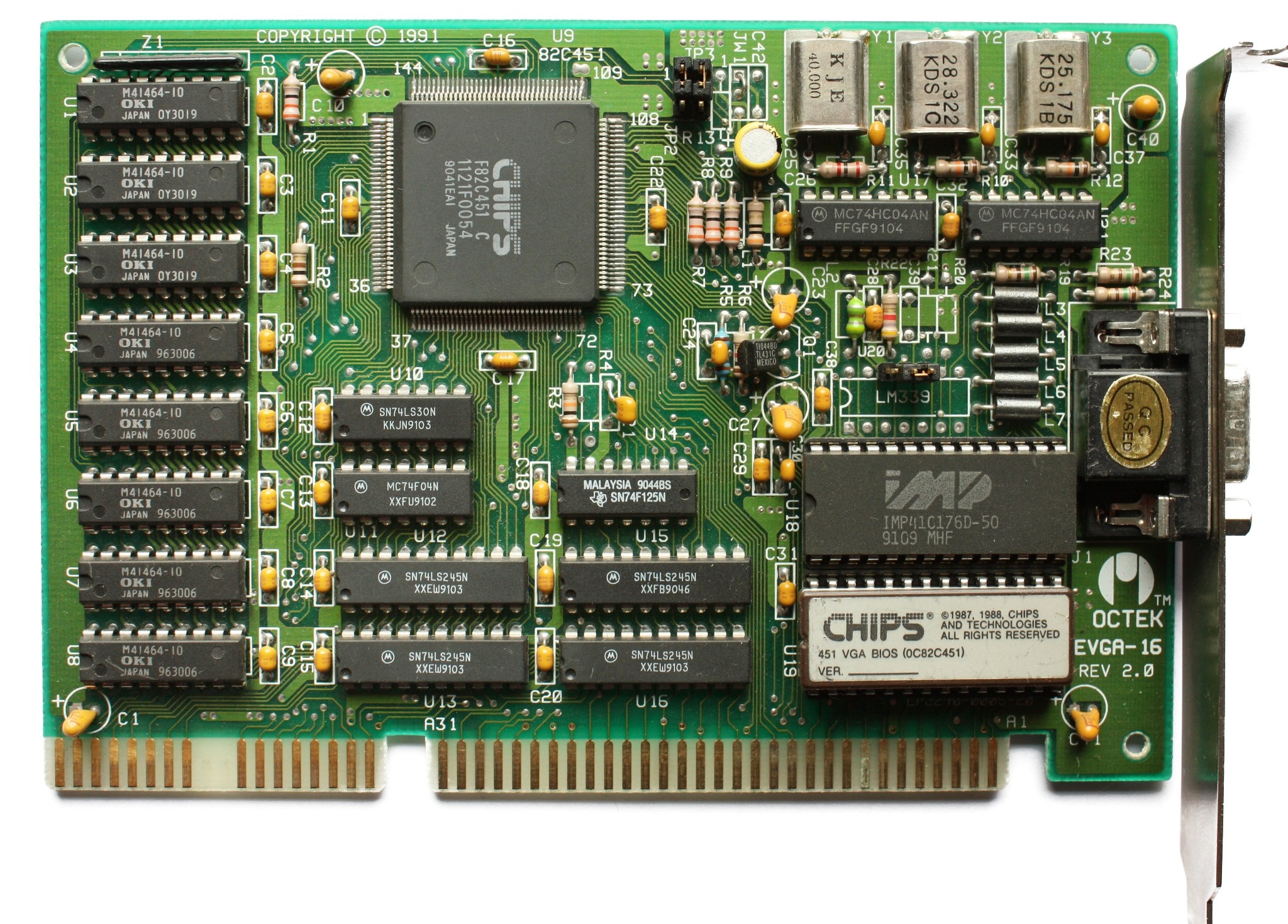
82C451搭載ビデオカード

1987年、チップス・アンド・テクノロジーズは本家IBM以外では初めてVGA互換チップセット 82C451 をリリースした。また同年に 82C441 というチップを使ったVGAカードもリリースした。これによってIBM互換グラフィックディスプレイ市場が生まれた。その後、トライデント・マイクロシステムズ、ウェスタン・デジタル、シーラス・ロジック、オークテクノロジーといった企業が同市場に参入し、次第に飽和していった。
チップス・アンド・テクノロジーズが開発したビデオチップとして Wingine（チップはCT64200とCT64300）がある。これは超高速フレームバッファを備えるが、独自ローカルバススロットでマザーボードに装着する形態だったため、PCではほとんど採用されなかった。このスロットを備えたマザーボードはエプソンとJCISが製造していた。Wingine は特にインテルのプロセッサを使ったNEXTSTEPでよく使われた。これはそのOSで使える最も高性能なビデオチップのひとつだったためである。
そのほかにいくつかの CT6???? という番号のビデオチップがあった。